# Discapacitat motriu
 Discapacitat motriu  és la deficiència que provoca en l'individu que la pateix alguna disfunció en l'aparell locomotor. Com a conseqüència es poden produir limitacions posturals, de desplaçament o de coordinació del moviment.
Els principals problemes que pot generar la discapacitat motriu són diversos, entre ells podem esmentar: moviments incontrolats, dificultats de coordinació, abast limitat, força reduïda, parla no intel·ligible, dificultat amb la motricitat fina i gruixuda, mala accessibilitat al medi físic.

## Principals causes d'alteracions motrius
- Causes prenatals: Aquelles que s'adquireixen abans del naixement, durant l'embaràs. Existeixen diverses causes, algunes d'elles es deuen a malalties infeccioses o metabòliques que pot tenir la mare durant l'embaràs, per incompatibilitat dels components sanguinis dels pares, etc.

- Causes perinatals: Aquelles que apareixen en el mateix moment de néixer. Hi ha diverses com en el cas anterior i algun d'aquests exemples poden ser la manca d'oxigen perllongada o l'obstrucció de les vies respiratòries, danys al cervell en el moment del part (dany amb el fòrceps, per exemple), la prematuriedad del nadó, etc.

- Causes postnatals: Aquelles que apareixen una vegada que el nadó ja ha nascut. Estàs poden ser d'índole diferent, com per exemple, que el nen es contagiï de malalties com la meningitis, que pateixi alguna hemorràgia cerebral, trombes, etc.

Per evitar aquest tipus de malalties es recomana extremar les cures higièniques i ambientals durant l'embaràs, el part i durant les primeres etapes evolutives del nen. Per aquest motiu la higiene adquireixi un plànol molt important dins de les cures del nadó.

## Accessibilitat
Per millorar l'accessibilitat, en els establiments destinats a un ús públic s'han de tenir en compte una sèrie d'aspectes físics pensant en la gent amb deficiències motrius:
- Accés a l'entrada:  s'han d'evitar els desnivells, però si aquests existeixen, s'ha de comptar amb una rampa d'una inclinació màxima del 8% i una amplària mínima de 9 dm de material antilliscant. A més és convenient que vagi acompanyada d'una barana per a persones ambulants.

- Portes:  l'amplada mínima de la porta ha de ser de 9 dm, a més ha d'anar acompanyada d'una maneta en forma de palanca o d'una barra horitzontal que s'accioni pressionant.

- Passadissos i escales:  serà necessària la instal·lació de passamans arrodonits, separats 4 cm i col·locats a dues altures per poder ser utilitzats per persones amb marxa inestable i de diferents edats.

- Bany:  ha de ser prou ample i ampli perquè pugui accedir una cadira de roda. A més s'ha de disposar de barres de suport que facilitin el control del moviment. D'altra banda el sòl ha de ser antilliscant, els sanitaris i accessoris han d'estar a l'altura d'una cadira de rodes i les aixetes ha de ser de fàcil maneig.

- Interruptors:  els endolls i interruptors de la llum han d'estar situats a l'altura suficient perquè es pugui accedir a ells des d'una cadira de rodes.

- Cabines de telèfon : han d'haver de l'altura per accedir des d'una cadira de rodes.

## Control postural i sedestació. Mobiliari escolar específic
El control postural és una part integral del control motor, oferint estabilitat i un substrat per al moviment. La postura es defineix com l'alineament dels segments entre si i la seva posició en l'espai.
El control postural és l'habilitat per obtenir i mantenir postures durant activitats gairebé-estàtiques i dinàmiques. Inclou l'habilitat per redreçar el cap, el tronc i les extremitats i per mantenir i recobrar l'equilibri.
El control de la postura, no podem abordar des d'un únic punt de vista, un bon control és fonamental per a tots i cada un dels moments, activitats i tasques del dia.
Des de les activitats d'higiene personal, el vestit, l'alimentació, el transport, la sedestació ... totes, necessitaran alguna classe de valoració postural, perquè les tasques siguin el més funcionals i gratificants possible.
La sedestació, l'estar assegut, és sens dubte la postura més utilitzada ia la qual hem de prestar una major atenció a l'escola.
Partint de la base que les cadires de rodes són ajudes tècniques, considerades en el nostre cas ajudes tècniques per al transport, el transvasament a un altre seient és prioritari, de manera que una bona sedestació, un mobiliari escolar adaptat, ajudes per al posicionament i altres materials adequats, li facilitaran als nens i nenes un millor control postural, així com una millor interacció d'aquest amb el seu entorn, en el medi escolar.
No obstant això, cada vegada són més les cadires de rodes que amb diferents sistemes de posicionament, asseguren un bon control postural general, pel que en molts d'aquests casos s'ometran altres seients, encara que si es mantindran altres canvis posturals en bipedestació o decúbit.
Es consideren metes o objectius en sedestació:
- Potenciar la capacitat funcional.
- Normalitzar el to muscular/disminuir els moviments reflexos anormals.
- Prevenir el desenvolupament de deformitats esquelètiques i musculars.
- Promoure una estabilitat proximal.
- Consecució del màxim confort i seguretat.
- Potenciar les capacitats visuals/perceptives.
- Millora les funcions de deglució i digestives.
- Augmentar la higiene pulmonar.
- Augmentar l'autoestima.

Per a la sedestació en general cal considerar el donar-li suport a la pelvis, sense que existeixi obliqüitat, a les extremitats inferiors donar-los suport i estabilitat; restaurar les corbes fisiològiques i l'orientació escapulotoràcica en el tronc i les extremitats superiors, i finalment, alineació del cap i el coll.
Per atendre les necessitats dels usuaris en cadira de rodes pel que fa a la sedestació, hem de proporcionar un nivell d'equilibri al seient per ajudar a prevenir l'obliqüitat pelviana, disminuir el risc de pressió i fricció col·locant els malucs en el fons del seient, proporcionant una base de suport funcional, mantenint una adequada alineació de les extremitats inferiors i reduint la pressió a la zona isquisal. Mantenir els genolls al més a prop possible als 90°, respectant les limitacions de moviment de genoll, hem també estabilitzar la pelvis en una òptima posició, proporcionar un suport en la part baixa dorsal per corregir o acomodar la cifosi.
S'ha de col·locar la columna alineada per obtenir un adequat alineament del cap i el coll, suports laterals i capçalera si cal, seients basculants amb safates i cingles al tronc.
Per tot això s'arriba a la conclusió que les ajudes, modificacions i adaptacions en el mobiliari són personals, ja que pretenen respondre a les necessitats individuals. Les adaptacions del mobiliari tendeixen a ser el més senzilla possibles i que resultin estètiques.
És important com a norma general mantenir la mateixa altura de treball que la resta del seu grup. I cal facilitar adaptacions de mobiliari suficients per les estades del centre en què l'alumne desenvolupi les seves activitats.
El mobiliari adaptat, s'ha de sotmetre a revisions posteriors per a una millor adequació, resultant fonamental la intervenció de l'equip docent en aquest cas, que detecti possibles mancances o necessitats de modificació. Són els docents, els que estant al costat dels nens en totes les situacions poden valorar millor les necessitats d'adaptació del mobiliari.
En definitiva, aportar comoditat, facilitar l'equilibri, estabilitzar el tronc, els braços i els membres inferiors, evitar postures incorrectes, aportar seguretat a l'alumne, afavorir el control i l'abast dels materials escolars i, per tant, millorar l'autoestima de l'alumnat, són els objectius principals de les adaptacions al mobiliari escolar.
Per a l'adaptació de les cadires escolars, hem de considerar diversos punts abans de posar-nos mans a l'obra:
- De quin nivell de control postural partim.
- Què ens aporta la cadira de rodes de l'alumne i què podem millorar
- Ús d'algun tipus d'ortesi per tronc, o per membres inferiors
- Què opinen el metge rehabilitador o el fisioterapeuta que tracten el nen, què opina el professorat i l'educador, i també que suggereixen i que expectatives tenen la família i el mateix xaval.

Per tot això i com a criteris generals, el que es pretén amb les adaptacions del mobiliari és:
- Una postura còmoda.
- Aportar seguretat.
- Facilitar l'equilibri.
- Evitar postures incorrectes.
- Garantir el suport dels peus.
- Un millor control dels materials escolars.
- Poder utilitzar materials imantats.

Les bases d'una postura correcta serien:
- Simetria.
- Suport per igual en ambdós hemicòs.
- Cap a la línia mitjana.
- Basculació de la pelvis fins a aconseguir l'equilibri.
- Suport correcte dels peus.

El principi bàsic d'una postura correcta en sedestació en cadira de rodes, és el mateix que es persegueix amb el mobiliari escolar. L'elecció i adequació d'una cadira de rodes serà fonamental per al desenvolupament de totes les activitats de l'entorn escolar.
Com a objectius d'una bona sedestació en cadira de rodes, es plantegen els següents:
- Objectius posturals: alineació i simetria, tractant de ihibir reflexos primitius, normalitzar el to muscular o compensar el to inadequat, evitar el desenvolupament i progressió de la deformitat, distribuir les pressions de forma uniforme.
- Objectius funcionals: millorar el control del cap, donant suport adequadament la pelvis, peus i tronc si cal, per millorar el control cefàlic. Millorar la funció del membre superior, estabilitzant altres extrems i segments, per alliberar les mans de la funció de suport.
- Objectius pràctics: augmentar la mobilitat i autonomia de l'usuari.

## Classes més comunes
- Paràlisi cerebral
- Espina bífida
- Distròfia muscular de Duchenne
- Trastonos crani-encefàlics
- Alteracions d'origen ossi-articular